# Gratisaktie
Gratisaktien (besser: Berichtigungsaktien, Zusatzaktien) sind Aktien, die im Rahmen einer Kapitalerhöhung aus Zuführung von Rücklagen ausgegeben werden.

## Allgemeines
Die Bezeichnung „Gratisaktie“ ist irreführend, weil es sich um kein gratis-„Geschenk“ an den Aktionär handelt. Vielmehr haben Aktionäre in der Vergangenheit ganz oder teilweise auf Dividenden verzichtet, die im Wege der Gewinnthesaurierung im Unternehmen geblieben sind. Deshalb ist die Ausgabe von Gratisaktien eine nominelle Kapitalerhöhung, während alle übrigen Kapitalerhöhungen „effektive“ genannt werden, denn sie erfolgen durch externe Zuführung zum Grundkapital durch Ausgabe junger Aktien.

## Rechtsfragen
„Freiaktien“ im Sinne einer Mitgliedschaft ohne Leistungspflicht sind mit dem Wesen des Aktienrechts nicht vereinbar. In seinem Urteil erkannte das Reichsgericht (RG) jedoch an, dass es üblich sei, von „Gratisaktien“ in solchen Fällen zu sprechen, in denen die Aktiengesellschaft ihren Aktionären die zur Einzahlung auf die durch Kapitalerhöhungsbeschluss neu geschaffenen Aktien erforderlichen Beträge aus den vom bilanziellen Reingewinn der früheren Jahre zurückgestellten Reserven oder dem Gewinnvortrag des Vorjahres oder in ähnlicher Weise zur Verfügung stellt.
Rechtsgrundlage für die Ausgabe von Berichtigungsaktien ist die Kapitalerhöhung aus Gesellschaftsmitteln nach den §§ 207 bis § 220 AktG. In § 207 Abs. 1 AktG wird die Umwandlung von Kapital- und Gewinnrücklagen in Grundkapital erlaubt, wobei diese in der letzten Bilanz als solche ausgewiesen sein müssen (§ 208 Abs. 1 AktG). Eine Umwandlung ist nicht statthaft, sofern ein Verlust einschließlich eines Verlustvortrags ausgewiesen ist (§ 208 Abs. 2 AktG). Mit der Eintragung des Beschlusses über die Erhöhung des Grundkapitals in das Handelsregister ist das Grundkapital auch formal erhöht (§ 211 AktG). Neue Aktien stehen gemäß § 212 AktG den Aktionären im Verhältnis ihrer Anteile am bisherigen Grundkapital zu.  
Der durch die Ausgabe von Gratisaktien bedingte technische Kursrückgang der alten Aktien wird für Inhaber von Kaufoptionen dadurch ausgeglichen, dass sie die kostenlose Mitlieferung der neuen Aktien verlangen können.

## Bezugsrechtsformel
Dargestellt wird das Eigenkapital vor und nach der Ausgabe von Gratisaktien:
- Eigenkapital vor der Ausgabe von Gratisaktien:

```
   
Grundkapital
:       300.000 €
   + 
Gewinnrücklagen
:  240.000 €
   = Eigenkapital:     540.000 €
```

Daraus ergibt sich ein Bilanzkurs (innerer Wert) der Aktie von 180 € ({\displaystyle {\frac {\text{540.000}}{\text{300.000}}}}). 
- Eigenkapital nach der Ausgabe von Gratisaktien:

Wird nun das Grundkapital um 200.000 € aus den Gewinnrücklagen erhöht, so ergibt sich folgende Situation:
```
   Grundkapital:       500.000 €  
   + Gewinnrücklagen:   40.000 €
   = Eigenkapital:     540.000 €
```

Der Bilanzkurs ist auf 108 € gesunken. Da Aktien Anteile am Reinvermögen verbriefen, verwässert die Emission von Gratisaktien den sich am inneren Wert orientierenden Börsenkurs, der bei obigem Beispiel um 40 % gesunken ist. Die Wertminderung („Verwässerung“) des Bilanzkurses ist darin zu erkennen, dass die Gratisaktien der Aktiengesellschaft keinen Erlös einbringen und das Reinvermögen auf eine größere Anzahl von Aktien verteilt wird. 
| Zeitpunkt    | Grundkapital | Gewinnrücklagen | Eigenkapital | Bilanzkurs |
| ------------ | ------------ | --------------- | ------------ | ---------- |
| Vor Ausgabe  | 300.000 €    | 240.000 €       | 540.000 €    | 180 €      |
| Nach Ausgabe | 500.000 €    | 040.000 €       | 540.000 €    | 108 €      |

Das „echte“ Bezugsrecht {\displaystyle BR} in Prozent des Nominalwerts ergibt sich aus dem Aktienkurs der alten Aktien {\displaystyle Ka} abzüglich des Bezugskurses der neuen Aktien {\displaystyle Kn} dividiert durch die Zahl der alten Aktien je Bezugsrecht {\displaystyle a} zuzüglich der Zahl der neuen Aktien je Bezugsrecht {\displaystyle n}:
{\displaystyle BR={\frac {Ka-Kn}{a+n}}\cdot n}.
Beim Bezugsrecht von Gratisaktien ist {\displaystyle Kn=0}, so dass sich im Beispiel ein rechnerischer Wert des Bezugsrechts von 72 € ergibt:
{\displaystyle {\frac {180-0}{3+2}}\cdot 2=72}.
Durch Gratisaktien wird der ursprüngliche Bilanzkurs von 180 auf 108 „verwässert“. Es handelt sich hierbei um rechnerische Werte; wie sich der tatsächliche Börsenkurs entwickelt, hängt von der Marktentwicklung ab. Die erste Kursfeststellung des neuen Börsenkurses wird zur Kenntlichmachung mit dem Kurszusatz „ex Berichtigungsaktie“ oder kurz „ex BA“ gekennzeichnet. Erhöht sich beispielsweise das gezeichnete Kapital um 20 %, so erhalten die bisherigen Aktionäre für jeweils 5 Aktien eine zusätzliche Aktie.

## Bonusaktien/Treueaktien
Eine andere Variante von Gratisaktien sind Bonusaktien. Diese Aktien stammen von einem Großaktionär oder der Gesellschaft selbst (eigene Aktien) und werden von der Aktiengesellschaft ohne Entgelt an einzelne Aktionäre ausgegeben (nach gewissen Kriterien, z. B. Haltedauer). Dies war z. B. beim Börsengang der Deutschen Telekom (damals Treueaktien genannt) der Fall.
Als Anreiz für Privatanleger, diese Papiere nach dem Erstemissionstag zu halten, wurde für die emittierten Aktien des ersten Börsengangs aus 1996 nach Ablauf einer Haltefrist von 3 Jahren eine Bonusaktie für je 10 gehaltene T-Aktien gewährt. Auch bei den beiden folgenden Emissionen in den Jahren 1999 und 2000 wurden nach einer Haltefrist von einem Jahr Treueaktien ausgegeben. Die Anzahl der bezugsfähigen Treueaktien aus dem ersten Börsengang wurde auf 30 Stück pro Person limitiert, bei den nachfolgenden beiden Börsengängen gab es keine Begrenzung.
Diese Bonusaktien sind nach deutschem Steuerrecht gemäß § 20 Abs. 2 Nr. 1 EStG als Einkünfte aus Kapitalvermögen im Veranlagungszeitraum der Vereinnahmung zu versteuern. Maßgebend für die Ermittlung der Einkünfte ist nach der Verwaltungsauffassung der niedrigste Kurswert der T-Aktien, der am Tag der Depot-Einbuchung der Treueaktien an einer Aktienbörse gehandelt worden ist. Aus Gründen des Vertrauensschutzes wurden die Bonusaktien der ersten Tranche nicht der Besteuerung unterworfen, obwohl steuerpflichtige Einkünfte vorlagen. Einkommenssteuerlich gelten diese Bonusaktien in Deutschland als zum Zeitpunkt der Ausgabe der Bonusaktien erworben, für den entsprechenden Anteil beginnt die Spekulationsfrist mit der Depotgutschrift.

## Steuerliche Aspekte
Der Zugang von Berichtigungsaktien ist (entgegen den gezahlten Dividenden) nicht einkommensteuerpflichtig. Besonderheiten ergeben sich bei der Ermittlung der steuerlichen privaten Veräußerungserlöse. Die Berichtigungsaktien gelten als zum Zeitpunkt des Kaufs der ursprünglichen Aktien erworben. Bei einem Verkauf wird der Kaufpreis der neuen und alten Aktien im Umtauschverhältnis reduziert. Bei einem Bezugsverhältnis von 1:5 würde sich bei einem Kauf zu 120 Euro ein (steuerlicher) Kaufpreis von 100 Euro ergeben. Verkauft der Aktionär daher zu 130 Euro, so würde der steuerpflichtige Gewinn pro Stück sich auf 30 Euro belaufen.

## Wertpapiertechnische Aspekte
Wenn die Aktienzahl im Depot eines Aktionärs kein ganzes Vielfaches des Umrechnungsverhältnisses erreicht, wird der Restbetrag in Form von Aktienteilrechten verbucht und üblicherweise auf die dritte Stelle nach dem Komma gerundet. So werden zum Beispiel aus 50 Aktien nach der Ausgabe von Berichtigungsaktien im Verhältnis 7:8 rein rechnerisch 57,143 Aktien, das heißt 57 ganze Aktien und ein Teilrecht auf 0,143 Aktien. Der Aktionär kann sein depotführendes Kreditinstitut anweisen, die 0,143 Teilrechte zu verkaufen oder 0,857 Teilrechte zuzukaufen, um wieder auf eine ganze Stückzahl zu kommen. Ohne Weisung werden die Teilrechte nach Ablauf einer Frist von einigen Wochen bestens verkauft.

## Wirtschaftliche Aspekte
Eugen Schmalenbach urteilte 1937 wie folgt: „Die Gratisaktienaktion stellt eine Verwässerung, die reine Sanierung eine Kondensation“ des Nominalkapitals dar. Eine Kapitalverwässerung liegt hier tatsächlich vor, da lediglich durch Rücklagenauflösung und nicht durch Bareinlage das Grundkapital erhöht wird. Bei Gratisaktien erfolgt lediglich ein Passivtausch (Erhöhung des Grundkapitals durch betragsgleiche Verminderung der Gewinn- oder Kapitalrücklagen). Bei einer regulären Kapitalerhöhung dagegen tritt eine Bilanzverlängerung ein (Erhöhung des Grundkapitals durch Bareinlage, die sich in einer Erhöhung der Bankguthaben niederschlägt). Gratisaktien werden emittiert, wenn die Aktien zu „schwer“ geworden sind, also wenn der Börsenkurs infolge einer hohen Selbstfinanzierung der Aktiengesellschaft (Gewinnthesaurierung) unverhältnismäßig hoch ist. Von der wirtschaftlichen Wirkung her entspricht die Ausgabe von Gratisaktien einem Aktiensplit.
Als Quelle dieser Kapitalerhöhung kommen die Rücklagen in Form der Gewinn- oder Kapitalrücklagen in Frage. Beide Arten sind durch Zuführungen aus früher einbehaltenen Gewinnen (Gewinnthesaurierung), aus der Überpariemission von Aktien, aus Wandelschuldverschreibungen oder Einzahlungen der Aktionäre ohne Gegenleistung und ohne Rückzahlungspflicht entstanden. Diese Rücklagen werden bei der Kapitalerhöhung gekürzt und dem Grundkapital zugeführt; es liegt ein Passivtausch und eine Innenfinanzierung vor.
Mit Gratisaktien wird erreicht, dass durch nominelle Erhöhung des dividendenberechtigten Grundkapitals der bisherige Dividendensatz beibehalten werden kann, weil das Unternehmen damit rechnet, künftig dauerhaft einen Gewinn erzielen zu können, der höher ist als es dem bisherigen, beizubehaltenden Dividendensatz entspricht. Die Börse bewertet die Ausgabe von Gratisaktien in der Regel positiv, da Kapital- und Gewinnrücklagen durch die Umwandlung in Grundkapital zugunsten der Aktionäre gebunden werden und die technisch bedingte Ermäßigung des Aktienkurses geeignet ist, Kaufinteresse zu fördern.

## International
Vergleichbar ist die Gratisaktie mit der Stockdividende, wie sie in den Niederlanden (niederländisch slot dividend), USA (englisch stock-dividend) oder Japan vorkommt. In den USA braucht die Stockdividende nicht unbedingt aus dem Ergebnis des letzten Jahres gewährt zu werden, das zum Teil oder ganz in die Rücklagen überführt worden ist. In einem gewinnlosen Jahr kann zu Lasten der Gewinnvorträge aus mehreren Jahren (englisch (accumulated) surplus account) eine Stockdividende verteilt werden. In anderen angelsächsischen Ländern wird die Gratisaktie (englisch bonus share) ebenfalls aus einbehaltenen Gewinnen (englisch retained earnings) ausgegeben.
In der Schweiz sind Gratisaktien und Gratispartizipationsscheine ein nach Art. 4 Abs. 1b des Bundesgesetzes vom 13. Oktober 1965 über die Verrechnungssteuer (VStG) in Verbindung mit Art. 20 der dazugehörigen Verordnung vom 19. Dezember 1966 (VStV) steuerbarer Ertrag, den die Aktionäre der gesellschaftlichen Beteiligungsrechte oder ihnen nahestehende Dritte erzielen; ihre Ausgabe unterliegt der Verrechnungssteuer. In Österreich hat im Juni 2002 die Telekom Austria ebenfalls Bonusaktien ausgegeben. Gratisaktien verändern allgemein die Anschaffungskosten der gesamten Position nicht; es ergibt sich lediglich eine neue durchschnittliche Aufteilung auf die einzelnen Aktien.